# Конли Спрингс (Северна Каролина)
Конли Спрингс (енгл. Connelly Springs) град је у америчкој савезној држави Северна Каролина.

## Демографија
По попису из 2010. године број становника је 1.669, што је 145 (-8,0%) становника мање него 2000. године.
| Група             | 2000.         | 2010.         |
| Белци             | 1.632 (90,0%) | 1.481 (88,7%) |
| Афроамериканци    | 30 (1,7%)     | 23 (1,4%)     |
| Азијати           | 134 (7,4%)    | 117 (7,0%)    |
| Хиспаноамериканци | 4 (0,2%)      | 37 (2,2%)     |
| Укупно            | 1.814         | 1.669         |